# Campionato Europeo Supermoto 2002
Nel 2002 si disputa per la prima volta un Campionato Europeo Supermoto affiancato dal Campionato del Mondo. Il campione sarà per la seconda volta il francese Thierry Van Den Bosch su KTM a cui andrà anche il titolo costruttori.
La formula di gara ricalca quella che verrà utilizzata dal Campionato Mondiale Supermoto 2005 in avanti. Ogni GP consiste in due manche, e in ciascuna il primo classificato ottiene 25 punti. Perciò il punteggio massimo ottenibile in un GP è di 50 punti.

## Gare del 2002
|   | Paese           | Località    | Data        |
| 1 | Francia         | Fougeres    | 12 maggio   |
| 2 | Paesi Bassi     | Venray      | 2 giugno    |
| 3 | Belgio          | Mettet      | 9 giugno    |
| 4 | Francia         | Alpe d'Huez | 4 agosto    |
| 5 | Repubblica Ceca | Sosnová     | 8 settembre |
| 6 | Italia          | Varano      | 6 ottobre   |
| 7 | Grecia          | Serres      | 27 ottobre  |

## Principali piloti iscritti nel 2002
|    | Pilota                | Team                     | Moto             |
| -- | --------------------- | ------------------------ | ---------------- |
| 1  | Eddy Seel             | Husqvarna Factory        | SM 570RR Factory |
| 2  | Boris Chambon         | Husqvarna Factory        | SM 570RR Factory |
| 3  | Thierry Van Den Bosch | KTM Red Bull Factory     | LC4 690 Factory  |
| 4  | Jürgen Künzel         | KTM Red Bull Factory     | LC4 660 Factory  |
| 5  | William Rubio         | Husqvarna Factory        | SM 570RR Factory |
| 6  | Klaus Kinigadner      | KTM Red Bull Factory     | LC4 720 Factory  |
| 7  | Gerald Delepine       | Vertemati Racing Factory | SR 570 Factory   |
| 12 | Stéphane Blot         | Husqvarna SIMA           | SM 600 R         |
| 19 | Max Manzo             | Husqvarna Factory        | SM 570RR Factory |
| 42 | Ivan Lazzarini        | Yamaha Rigo Racing       | YZ-F 500         |

## Classifiche finali

### Classifica finale piloti (Top 8)
| Pos | Pilota                | Moto/Team                | FRA 1 | FRA 2 | NLD 1 | NLD 2 | BEL 1 | BEL 2 | FRA 1 | FRA 2 | CZE 1 | CZE 2 | ITA 1 | ITA 2 | GRE 1 | GRE 2 | Punti |
| --- | --------------------- | ------------------------ | ----- | ----- | ----- | ----- | ----- | ----- | ----- | ----- | ----- | ----- | ----- | ----- | ----- | ----- | ----- |
| 1   | Thierry Van Den Bosch | KTM Red Bull Factory     | 1     | rit.  | 1     | 1     | 3     | 1     | 1     | 2     | 1     | 1     | 1     | 1     | 1     | 2     | 306   |
| 2   | Jürgen Künzel         | KTM Red Bull Factory     | rit.  | 8     | 8     | rit.  | 5     | rit.  | 3     | 3     | 2     | 2     | 2     | rit.  | 2     | 3     | 155   |
| 3   | Klaus Kinigadner      | KTM Red Bull Factory     | 3     | 2     | 7     | rit.  | 6     | 5     | rit.  | 4     | rit.  | 5     | 9     | 3     | 9     | 1     | 145   |
| 4   | Eddy Seel             | Husqvarna Factory        | 4     | 6     | rit.  | 2     | 1     | 2     | 2     | 7     | rit.  | 6     | 3     | rit.  |       |       | 143   |
| 5   | Max Manzo             | Husqvarna Factory        | 7     | 5     | 3     | rit.  | 8     | 6     | 5     | 1     | 3     | 4     | rit.  | 2     |       |       | 139   |
| 6   | Boris Chambon         | Husqvarna Factory        | 2     | 1     | 4     | rit.  | 2     | 3     | 4     | rit.  | 4     | 3     |       |       |       |       | 136   |
| 7   | William Rubio         | Husqvarna Factory        | 6     | rit.  | 9     | rit.  | 4     | 4     | 6     | 8     | 5     | 13    | 4     | 4     |       |       | 101   |
| 8   | Gerald Delepine       | Vertemati Racing Factory | 10    | 12    | 2     | 5     | 7     | 7     | 7     | 5     |       |       | 8     | rit.  | 4     | rit.  | 100   |
| Pos | Pilota                | Moto/Team                | FRA 1 | FRA 2 | NLD 1 | NLD 2 | BEL 1 | BEL 2 | FRA 1 | FRA 2 | CZE 1 | CZE 2 | ITA 1 | ITA 2 | GRE 1 | GRE 2 | Punti |

### Classifica finale costruttori
| Pos | Casa      | Paese    | FRA 1 | FRA 2 | NLD 1 | NLD 2 | BEL 1 | BEL 2 | FRA 1 | FRA 2 | CZE 1 | CZE 2 | ITA 1 | ITA 2 | GRE 1 | GRE 2 | Punti |
| --- | --------- | -------- | ----- | ----- | ----- | ----- | ----- | ----- | ----- | ----- | ----- | ----- | ----- | ----- | ----- | ----- | ----- |
| 1   | KTM       | Austria  | 1     | 2     | 1     | 1     | 3     | 1     | 1     | 2     | 1     | 1     | 1     | 1     | 1     | 1     | 331   |
| 2   | Husqvarna | Italia   | 2     | 1     | 3     | 2     | 1     | 2     | 2     | 1     | 3     | 3     | 3     | 2     |       |       | 240   |
| 3   | Vertemati | Italia   | 10    | 12    | 2     | 5     | 7     | 7     | 7     | 5     | 12    | 12    | 8     |       | 4     | 7     | 117   |
| 4   | Yamaha    | Giappone | 8     | 4     |       | 7     | 14    | 9     | 12    | 13    | 11    | 10    | 7     | 8     | 5     | 4     | 98    |
| 5   | Husaberg  | Svezia   | 18    | 13    | 10    | 8     |       | 12    | 11    |       | 6     |       |       | 10    | 15    | 15    | 43    |
| 6   | Honda     | Giappone |       |       |       | 11    | 15    |       | 8     | 9     |       |       |       |       | 6     | 6     | 41    |
| 7   | Kawasaki  | Giappone |       |       | 12    | 6     |       |       |       |       |       |       |       |       |       |       | 14    |
| 8   | Vor       | Italia   |       |       |       |       |       |       |       |       |       |       |       |       | 10    | 12    | 10    |
| Pos | Casa      | Paese    | FRA 1 | FRA 2 | NLD 1 | NLD 2 | BEL 1 | BEL 2 | FRA 1 | FRA 2 | CZE 1 | CZE 2 | ITA 1 | ITA 2 | GRE 1 | GRE 2 | Punti |